# Texhnolyze
Texhnolyze (テクノライズ Tekunoraizu?) es una serie de anime dirigida por Hiroshi Hamasaki; el guion estuvo a cargo de Chiaki J. Konaka y fue producida por Yasuyuki Ueda, Yoshitoshi ABe fue responsable del diseño de personajes.
Texhnolyze salió al aire en Fuji Television desde el 16 de abril de 2003 hasta el 24 de septiembre del mismo año, con un total de 20 episodios; dos episodios fueron solamente incluidos en el DVD compilatorio.
Los eventos toman lugar en la destruida ciudad de Lux. La ciudad es gobernada por tres poderosas organizaciones: Organ, la Unión de la Salvación y Racan. La serie se enfoca en Ichise, un joven peleador clandestino que pierde algunos miembros de su cuerpo por la ira de uno de sus promotores. 
En España fue emitida en Buzz.

## Argumento
En la descuidada y ruinosa ciudad de Lux, el joven Ichise, un peleador clandestino, sin nadie a su lado y mutilado se embarca a una aventura donde descubre oscuros secretos de la ciudad y su gobierno. Onishi es un joven ejecutivo a cargo de la organización Organ, con muchos enemigos, intenta llevar el gobierno de la ciudad en un reducido grupo de personas. Ran es una pequeña niña con un don muy importante que afecta a la ciudad entera.
Ichise es tomado como sujeto de pruebas de una joven doctora, la cual lo usa para practicar lo último en la tecnología llamada Texhnolyze, piezas prostéticas con partes biomecánicas. El joven peleador es tomado ahora bajo el cuidado de Onishi, quien ve en él algo de futuro y lo utiliza como guardaespaldas. Entre todos los eventos, un visitante llamado Yoshii llega al pueblo subterráneo, dice venir de "arriba". Yoshii intenta comprender el estado actual de la ciudad y descubre secretos de las poderosas organizaciones que gobiernan, ocasionando el caos y poniendo en peligro el destino de Lux.

## Personajes
Ichise (櫟士 Ichise?)
Voz por: Satoshi Haga, Justin Gross (inglés)
Ichise es un peleador clandestino sin familia, participaba en peleas por dinero. Es brusco y violento pero de pocas palabras. Perdió miembros de su cuerpo y fueron sustituidos por piezas llamadas "texhnolyze". Fue tomado por Onishi para unirse a Organ.
Ran (蘭 Ran?)
Voz por: Shizuka Itō, Carrie Savage (inglés)
Ran es una niña oráculo del pueblo de Gabe. Vende orquídeas usando una máscara blanca de zorro. Su don es la clarividencia, la cual le causa muchos problemas. Siente curiosidad por Ichise, al cual ayuda en varias ocasiones.
Eriko "Doc" Kaneda (鎌田江里子  Kaneda Eriko?)
Voz por: Shizumi Niki, Victoria Harwood (inglés)
Es una investigadora de la "texhnolyzación" para el grupo La Clase, una de las organizaciones que gobiernan la ciudad de Lux. Ella ha desarrollado piezas prostéticas que funcionan de manera natural en el cuerpo humano. Toma a Ichise como sujeto de pruebas para implantarle miembros "texhnolizados".
Keigo Onishi (大西京呉 Onishi Keigo?)
Voz por: Hiroshi Tsuchida, Patrick Seitz (inglés)
Es el líder de Organ, una de las organizaciones que gobiernan Lux. Es el único de la ciudad que puede escuchar la "voz de la ciudad". Es fuerte y muy capaz, usa una katana para pelear. Dedica su vida a traer la ley y el orden a la ciudad.
Shinji (シンジ Shinji?)
Voz por: Masaya Kitaide, Jason Miller (inglés)
Es el líder de Racan, una organización clandestina. Usualmente se ve envuelto en peleas de bandas de la ciudad. Disfruta la libertad y el libertinaje, odia a los miembros del grupo La Clase. Posee un dedo "texhnolyzado" en su mano derecha.
Kazuho Yoshii (吉井一穂 Yoshii Kazuho?)
Voz por: Takashi Inoue, Sam Riegel (inglés)
Es un visitante de la superficie del mundo. Carga con una bolsa con armamento y varios artefactos importantes. Casi la totalidad de su cuerpo ha sido "texhnolyzada". Es muy aventurero y seguro. Durante su viaje intenta comprender la vida de Lux, donde decide hacer unos cambios en la ciudad.
 Shapes 
Son personas que han sido completamente "texhnolyzadas". Todo el cuerpo ha sido reemplazado por piezas recicladas, solamente su cabeza se encuentra intacta, conectada a un soporte orgánico. Fueron creados como ejército para conquistar la ciudad de Lux.

## Lanzamiento

### Anime
Texhnolyze fue producida por los estudios de animación Madhouse en Japón y fue dirigida por Hiroshi Hamasaki; Chiaki Konaka estuvo a cargo del guion y el productor fue Yasuyuki Ueda, Yoshitoshi Abe fue responsable del diseño de los personajes, además fue diseñador de personajes en las series Serial Experiments Lain y Haibane Renmei; las tres obras son creaciones suyas. Fuji Television fue la cadena original que emitió el anime, solamente con 20 episodios, los 2 episodios restantes fueron incluidos en la edición DVD de la serie. Funimation tiene la licencia de distribución y transmisión. El tema de apertura es Guardian Angel (Xavier's Edit) interpretado por Juno Reactor, el tema de cierre para los episodios 1 al 21 es "Tsuki no Uta (月の詩)" por Gackt, el tema de cierre del último episodio es Walking Through the Empty Age interpretado por Yoko Ishida. Geneon International lanzó una edición DVD en 2004 con una cantidad reducida en discos incluidos y material extra.

### Lista de episodios
| # | Título                         | Estreno                  |
| --- | ------------------------------ | ------------------------ |
| 1 | «Extraño» «Stranger»           | 16 de abril de 2003      |
| La distópica ciudad de Lux es el escenario donde Ichise, un peleador clandestino tiene problemas con sus promotores y es perseguido hasta ser mutilado y casi muerto. Por otro lado, Yoshii, un visitante desconocido, desciende hacia Lux y conoce a una chica desconocida que vende flores, en su trayecto al pueblo de Gabe, Yoshii se enfrenta a un grupo de atacantes. |                                |                          |
| 2 | «Furtuito» «Forfeiture»        | 23 de abril de 2003      |
| Gravemente herido, Ichise conoce al jefe de Organ, siendo perdonado pero dejado en la calle para morir solo; Yoshii y Ran viajan en tren hacia Lux, en el camino se conocen detalles de la vida de la misteriosa jovencita, al llegar a Lux, el visitante sufre un ataque del grupo Unión de la Salvación.                                                                  |                                |                          |
| 3 | «Texhnofilia» «Texhnophile»    | 30 de abril de 2003      |
| Ichise se encuentra en un laboratorio donde conoce a una doctora especialista en cuerpos prostéticos; mientras Onishi, jefe de Organ, sufre un intento de asesinato, para terminar visitando a la doctora Kaneda, donde descubre que Ichise se encuentra con ella. |                                |                          |
| 4 | «Sinapsis» «Synapse»           | 7 de mayo de 2003        |
| Ichise descubre que partes de su cuerpo han sido texhnolyzadas, esto le enfurece. Onishi visita los cuarteles de los líderes de la organización enemiga para negociar, por otro lado, Yoshii sufre el robo de su equipaje y se descubre que su cuerpo también está texhnolyzado.                                                                                            |                                |                          |
| 5 | «Loiter» «Loiter»              | 14 de mayo de 2003       |
| Ran observa a distancia como Ichise lidia con las nuevas partes artificiales de su cuerpo cuando vaga por la ciudad, de nuevo el joven abandonado es tirado en un canal de aguas residuales, cayendo por las líneas internas del drenaje. Ichise vaga en la oscuridad de las aguas negras para ser guiado hacia la superficie con ayuda de Ran.                             |                                |                          |
| 6 | «Repetición» «Repetition»      | 21 de mayo de 2003       |
| Mientras Ichise aprende a usar sus nuevas partes artificiales, la doctora y Yoshii se encuentran para discutir de la importancia que tiene raffia para la ciudad y para los cuerpos texhnolyzados |                                |                          |
| 7 | «Resumen» «Plot»               | 28 de mayo de 2003       |
| La doctora repara las partes dañadas de Ichise mientras Shinji intenta convencerlo para unirse a su grupo. Con una serie de asesinatos cometidos por Yoshii, los dos grupos rivales de la ciudad se declaran la guerra, ocasionando violencia y confusión. |                                |                          |
| 8 | «Crucible» «Crucible»          | 4 de junio de 2003       |
| Con la confusión de la explosión en los cuarteles de Racan, Yoshii intenta parecer un aliado de ellos. En las calles los líderes y combatientes de ambos bandos se suman a una batalla sangrienta, destruyéndose entre ellos. |                                |                          |
| 9 | «Wiggle» «Wiggle»              | 11 de junio de 2003      |
| Onishi escapa de la zona de violencia con su asistente e Ichise para irse a su casa. Onishi viaja a su oficina para recibir una actualización de los asesinatos y hechos violentos en la ciudad, entonces recibe una llamada, donde Yoshii le informa que tiene de rehén a su esposa.                                                                                       |                                |                          |
| 10 | «Conclusión» «Conclusion»      | 25 de junio de 2003      |
| Yoshi y Ran toman un tren para visitar a Shinji, donde es convencido para pelar juntos. De nuevo los planes de Yoshii de crear más confusión son vistos cuando intenta asesinar a un alto miembro de La Clase; en la batalla dentro del edificio, Ichise protege a Onishi del ataque de Yoshii.                                                                             |                                |                          |
| 11 | «Vagrante» «Vagrant»           | 2 de julio de 2003       |
| Mientras Onishi es atendido, Ichise es mandado a un lugar para informalo de los planes de ataque en la ciudad Lux; por otro lado, una reunión con miembros de Organ se discute cambiar de líder. |                                |                          |
| 12 | «Precognición» «Precognition»  | 16 de julio de 2003      |
| El jefe Toyama acepta la entrada oficial de Ichise a Organ, mientras algunos miembros del grupo investigan otra serie de asesinatos ligados a La Clase, que está robando raffia almacenada bajo la ciudad. |                                |                          |
| 13 | «Vista» «Vista»                | 23 de julio de 2003      |
| Ichise, Onishi, Michiko e Ishimori viajan a Gabe, donde terminan por recibir malas noticias sobre el futuro de Lux, Ran también revela el futuro de Onishi. Durante un ataque en un almacén abandonado, se revela el pasado de Onishi y lo que le ocurrieron a sus piernas cuando era joven.                                                                                |                                |                          |
| 14 | «Rechazo» «Rejection»          | 30 de julio de 2003      |
| La doctora e Ichise viajan a las afueras de la ciudad para conocer a los miembros de La Clase, ella planea ofrecerles sus servicios; ambos terminan siendo atacados y se retiran del lugar, ocasionando la ira de la doctora. |                                |                          |
| 15 | «Los Shapes» «Shapes»          | 13 de agosto de 2003     |
| Miembros de Organ son abatidos por Kawamata, un miembro del grupo de Kenichiro Tsujinaka, Ichise va a un hospital a proteger a más miembros de Organ. |                                |                          |
| 16 | «Tensión» «Strain»             | 20 de agosto de 2003     |
| Durante una reunión con miembros de Organ, se decide que el grupo será disuelto; mientras en el hospital donde se encuentra Ichise es invadido por los shapes, tratando de salir del lugar, Onishi y sus compañeros llegan en su ayuda. |                                |                          |
| 17 | «Dependencia» «Dependence»     | 3 de septiembre de 2003  |
| Tras salir del hospital, Ichise y Onishi encuentran las calles invadidas por los shapes, entre ellos un miembro de Racan. Shinji y Hal se encuentran cara a cara y se retan a un duelo. Kimata se une a la batalla contra los shapes. |                                |                          |
| 18 | «Trono» «Throne»               | 10 de septiembre de 2003 |
| El caos en la ciudad de Lux se incrementa, la doctora le pide a Ichise dejar la ciudad por su bien; mientras tanto Onishi se adentra a las instalaciones de La Clase, para enfrentarse a los verdaderos líderes del lugar. |                                |                          |
| 19 | «Hacia el cielo» «Heavenward»  | N/A                      |
| La doctora e Ichise viajan a la superficie, donde encuentran un lugar bastante solitario ocupado solamente por máquinas y voces. En un cine abandonado se proyecta una película donde se explica el pasado de la ciudad. |                                |                          |
| 20 | «Hades» «Hades»                | N/A                      |
| Ichise decide regresar a Lux mientras la doctora ha decidido vivir en la superficie, avanzando en el camino Ichise se encuentra el túnel obstruido, por lo que desciende por las escaleras usadas por Yoshii. |                                |                          |
| 21 | «Encelopatía» «Encephalopathy» | 17 de septiembre de 2003 |
| La violencia y el caos en Lux aumentan, Onishi salva a su asistente, por otro lado Shinji logra entrar en la fortaleza de La Clase para destruirlos. Ichise regresa a Lux para continuar con la batalla. |                                |                          |
| 22 | «Mito» «Myth»                  | 24 de septiembre de 2003 |
| Frente al obelisco, una gran cantidad de personas se reúnen para intentar asesinar a Onishi, Ichise ve la escena y una gran ira lo invade ocasionando una masacre. A causa del obelisco dañado, todos los shapes dejan de funcionar y la ciudad queda destruida, Ichise se aleja a un lugar solitario para despedirse de la ciudad.                                         |                                |                          |

## Recepción
En una reseña de la edición completa del DVD por Anime News Network, se dejó claro que la serie es disfrutable y con intenciones más allá del entretenimiento. Como ejemplo marcan el episodio uno, descrito "como un poema sin palabras que llega a desesperar"; a lo largo de los 22 episodios "no se demuestra casi nada de felicidad o emocionalidad de los personajes, se muestra la desesperación y la mutilación humana a través de las calles de Lux". Habla que "los personajes son fríos, como el caso de Ran u Onishi, un tecnócrata sin emociones". Para el caso de los personajes de Ichise y Doc, "la doctora lleva la etiqueta del la objetividad científica e Ichise gana un poco de humanidad al ser rescatado; un anime donde no hay esperanza y los personajes caen y se desesperan".
Definen que "el resultado final podría ser algo que no puede ser visto, pero hay una cierta belleza en la serie que te atrae". La crítica señala que el trabajo de Texhnolyze "es sobre la carne humana, como lo es Haibane Renmei sobre el espíritu humano y Serial Experiments Lain sobre la mente humana".
Una reseña de THEM Anime, define a Texhnolyze como "oscura". De hecho, remarcan que "es difícil tratarla como una historia para entretenimiento, es una historia sobre la violencia humana y una alegoría a un mundo distópico destinado a la soledad". En general "es una historia que no es para todo público, es difícil de digerir pero con buen argumento, profundamente depresiva. Un fascinante producto de anime".